# 丘處機 (金庸)
丘处机，金庸小說《射鵰英雄傳》、《神雕俠侶》的角色，全真教弟子，「中神通」王重陽三弟子，「老頑童」周伯通的師姪，與其餘6位同門合稱「全真七子」，頗具江湖名望，他武功虽遜於真正的全真教第一高手兼师父王重阳及師叔周伯通，却是全真七子中外家武學最強者，內功則以馬鈺為最，曾因誤會而獨鬥江南七怪、焦木，最後兩敗俱傷，十八年后以一敵彭連虎、歐陽克、侯通海3人，一時未落下風，甚至单挑五绝之一黄药师时候，能挣开他擒拿而反拂痛他，乃唯一一个没修炼绝世武学下不被五绝秒杀的门下弟子（梅超风、陈玄风修炼过九阴真经）。
丘處機初登場30來歲年紀，雙眉斜飛，臉色红潤，方面大耳，目光烔烔且嫉惡如仇，個性豪邁爭強好勝，但欠缺大局觀又沒責任感，恃強好勝，性情與其他修道之人迥然不同，而且過於注重武功修為，故不太為王重陽所喜。與仇金的郭嘯天、楊鐵心一見如故。與江南七怪有十八年賭約而收楊鐵心之親生兒子楊康為徒，一心想贏賭約故只加強武功傳授而未注意其人格發展，事後遭師弟王處一批評，後來楊康走上歪路也成了丘處機一生的陰影與污點，楊康死後由丘處機親自立碑「不肖弟子楊康之墓 不才業師丘處機書碑」以彰顯師徒二人之功過。在旧版小说中，十年多後郭靖帶小楊過上全真教求丘處機收留時，丘處機聞楊過為楊康之子而面露難色，加上郭靖上山之時與全真門人發生爭執，遂把楊過丟給自己都覺得德行不佳的趙志敬看管，而趙志敬是王處一弟子而非丘處機門下，故意眼不見為淨、逃避與楊康相關之人事物，也不曾過問楊過的生活學習情況，大負舊識郭靖所託。在新版小说中，全真教诸道的形象写得更光明磊落，胸襟广阔：丘处机因自觉愧对杨康，决定尽力培养杨康之子杨过。登場回數:(射)1-3,11,25-26,34-35,37-39,(神)4-6,27-28

## 影视形象

### 电视剧
- 1976年香港佳藝電視剧《射雕英雄传 (1976年)》、《神雕侠侣 (1976年)》：麦天恩
- 1983年香港無綫电视剧《射雕英雄传 (1983年)》、《神雕侠侣 (1983年)》：夏雨
- 1984年台灣电视剧《神雕侠侣 (1984年)》：毛静顺
- 1988年台灣电视剧《射雕英雄传 (1988年)》：杨元璋
- 1994年香港無綫电视剧《射雕英雄传 (1994年)》：林尚武
- 1994年香港無綫电视剧《射鵰英雄傳之九陰真經》：王維德
- 1995年香港無綫电视剧《神雕侠侣 (1995年)》：郭德信
- 1998年新加坡电视剧《神雕侠侣 (1998年新加坡)》：李海杰
- 1998年台灣电视剧《神雕侠侣 (1998年台灣)》：潘虹
- 2000年中國电视剧《成吉思汗》：宋桂馥
- 2003年中國电视剧《射雕英雄传 (2003年)》：周浩东
- 2006年中國电视剧《神雕侠侣 (2006年)》：陈继铭
- 2008年中國电视剧《射雕英雄传 (2008年)》：赵毅
- 2014年中國电视剧《神雕侠侣 (2014年)》：沈保平
- 2017年中國电视剧《射雕英雄传 (2017年)》：邵峰
- 2024年中國电视剧《金庸武俠世界》：李進榮

### 电影
- 1958年电影《射雕英雄传》：石坚
- 1977年电影《射雕英雄传》：杨雄
- 2013年电影《止杀令》：赵有亮